# Specie di Anthemis
Elenco delle specie di Anthemis:

## A
- Anthemis aaronsohnii Eig, 1938

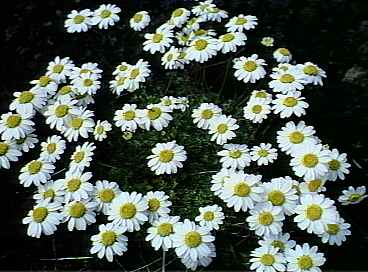
Anthemis aetnensis

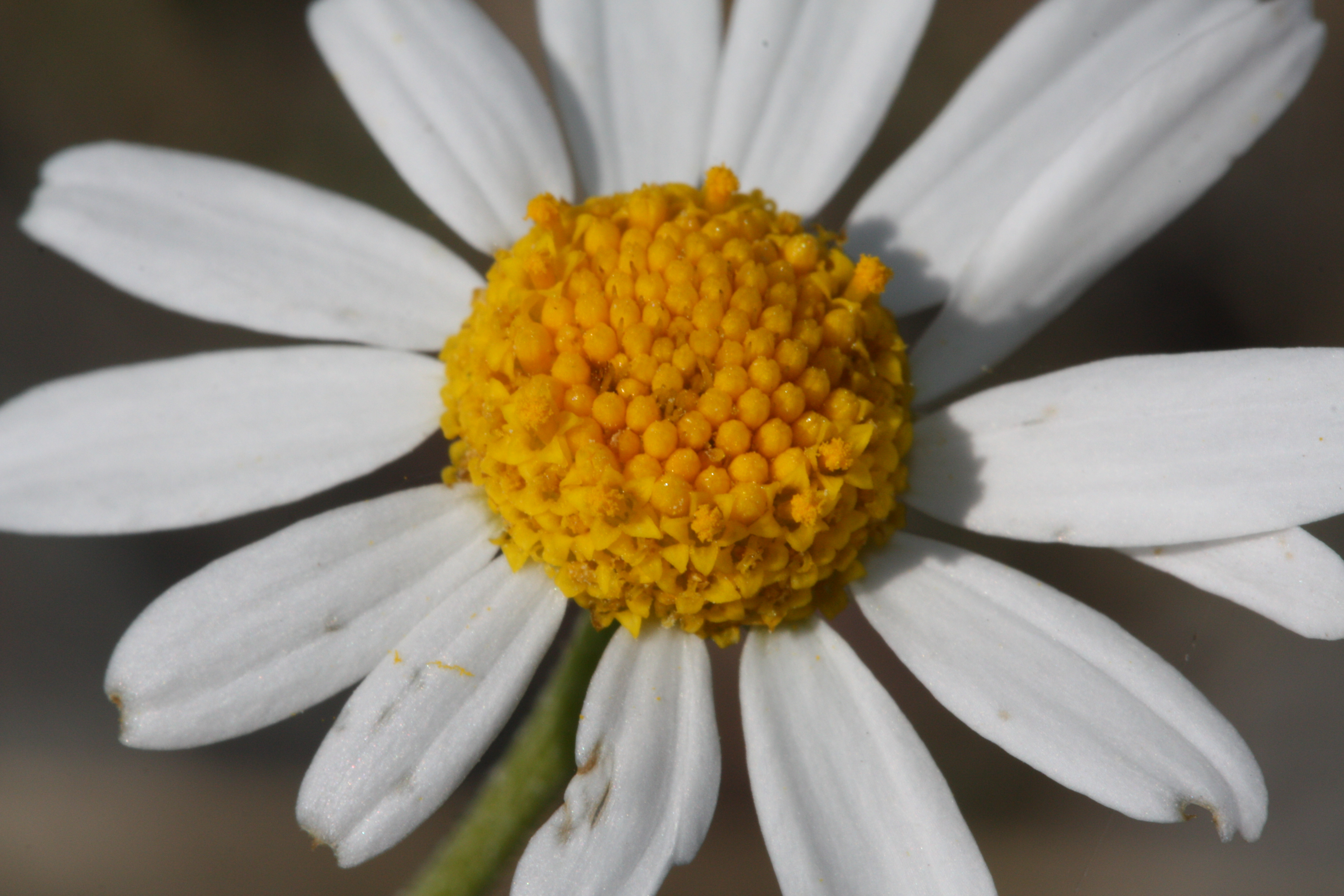
Anthemis arvensis

- Anthemis abrotanifolia (Willd.) Guss., 1844
- Anthemis abylaea (Font Quer & Maire) Oberpr., 1998
- Anthemis aciphylla Boiss., 1844
- Anthemis adonidifolia Boiss., 1875
- Anthemis aeolica Lojac., 1903
- Anthemis aetnensis Schouw ex Spreng., 1826
- Anthemis aliezrae
- Anthemis alpestris (Hoffmanns. & Link) R.Fern., 1975
- Anthemis ammanthus Greuter, 1968
- Anthemis ammophila Boiss. & Heldr., 1849
- Anthemis anthemiformis (Freyn & Sint.) Grierson, 1975
- Anthemis arenicola Boiss., 1875
- Anthemis argyrophylla (Halácsy & Georgiev) Velen., 1895
- Anthemis arvensis L., 1753
- Anthemis atropatana Iranshahr, 1982
- Anthemis auriculata Boiss., 1844
- Anthemis austroiranica Rech.f., Aellen & Esfand., 1950

## B
- Anthemis ballii Stapf, 1907
- Anthemis behboudiana Rech.f. & Esfand., 1950
- Anthemis bollei Sch.Bip.
- Anthemis bornmuelleri Stoj. & Acht., 1937
- Anthemis bourgaei Boiss. & Reut.
- Anthemis boveana J.Gay
- Anthemis brachycarpa Eig, 1938
- Anthemis brachycentra
- Anthemis brachystephana Bornm. & Gauba, 1934
- Anthemis brevicuspis Bornm., 1914
- Anthemis breviradiata Eig, 1938
- Anthemis bushehrica Iranshahr, 1982

## C
- Anthemis calcarea Sosn., 1913

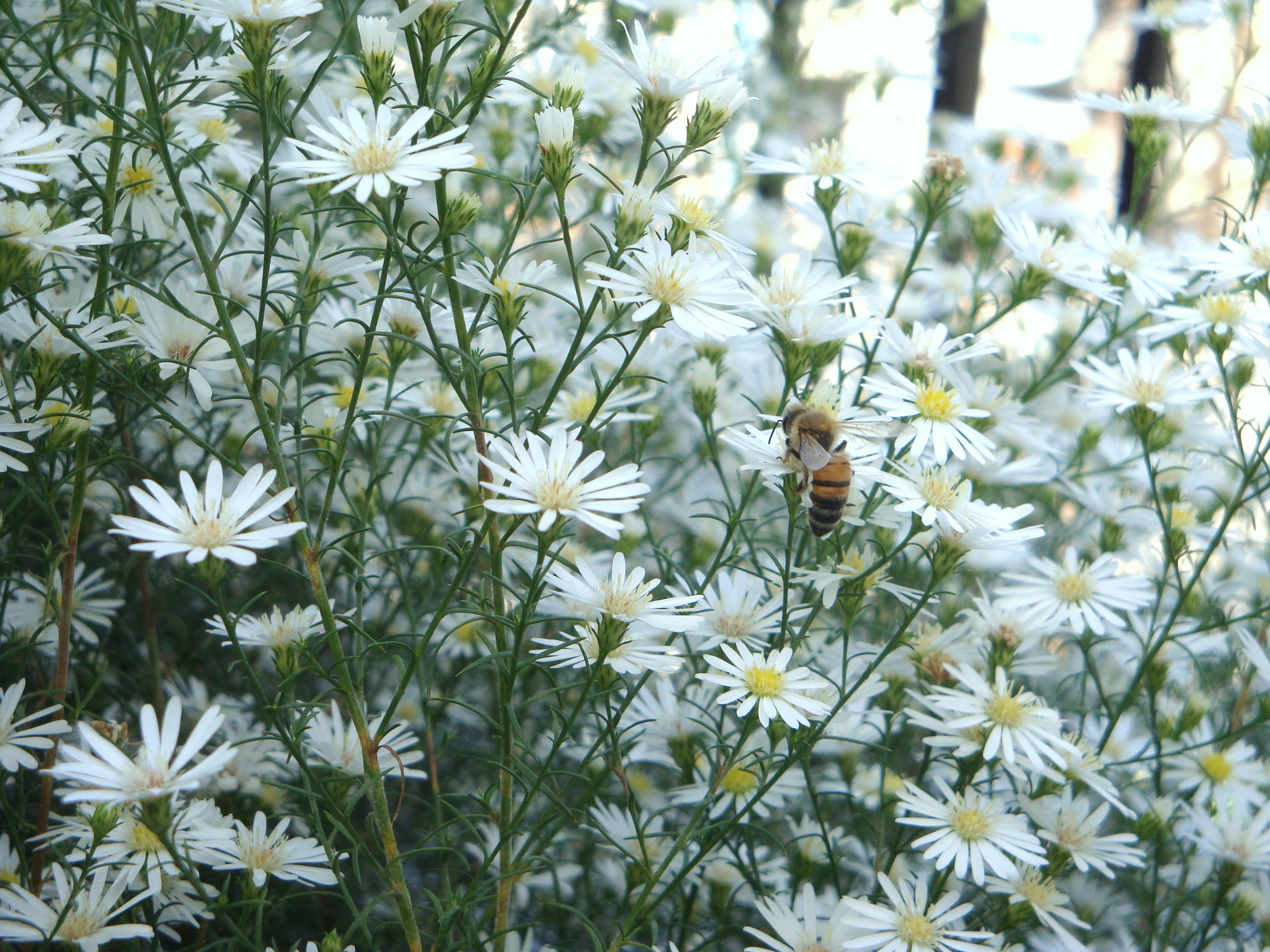
Anthemis cotula

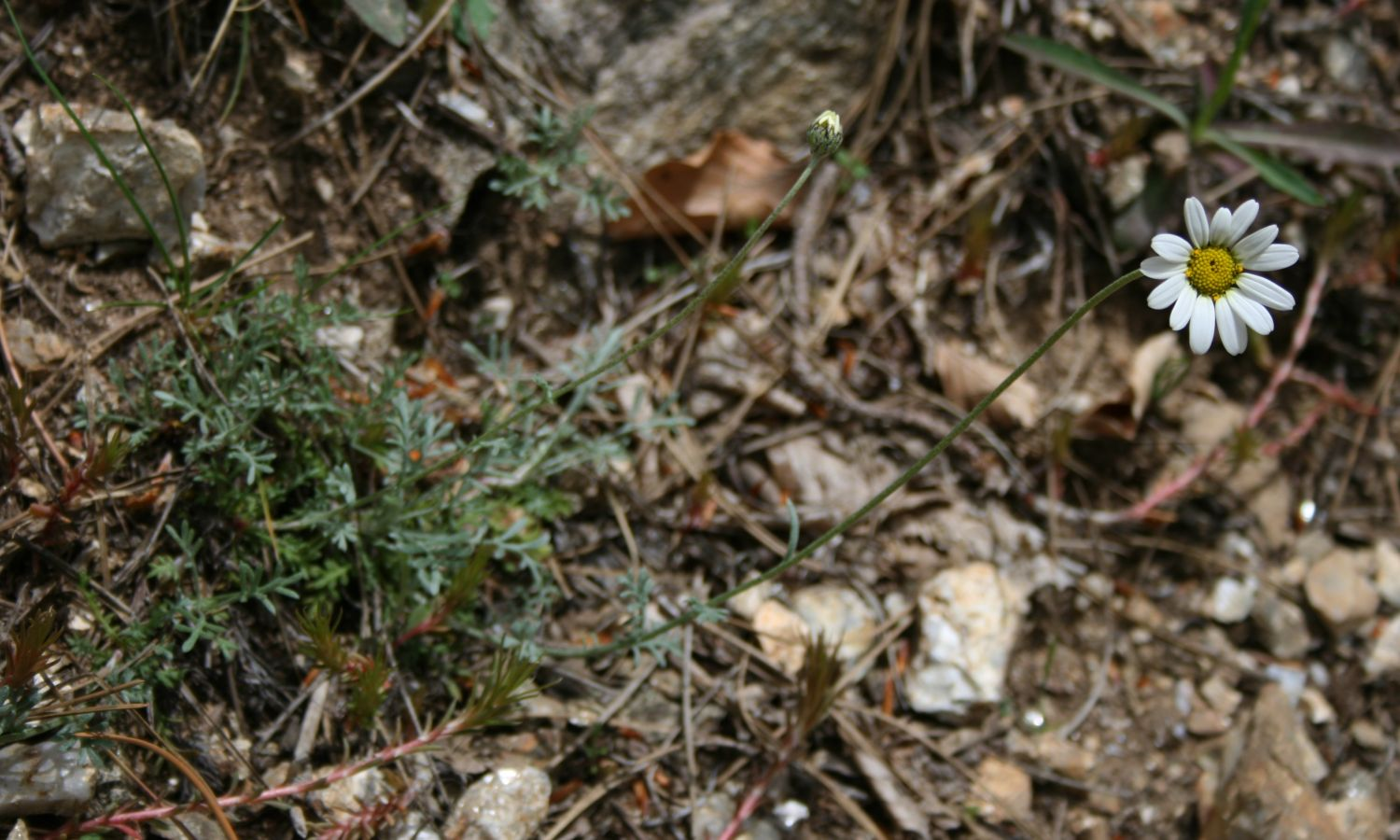
Anthemis cretica

- Anthemis candidissima Willd. ex Spreng., 1826
- Anthemis chia L., 1753
- Anthemis chrysantha J.Gay
- Anthemis chrysoleuca J.Gay ex Fisch. & C.A.Mey.
- Anthemis confusa Pomel, 1874
- Anthemis cornucopiae Boiss., 1849
- Anthemis corymbulosa Boiss. & Hausskn., 1875
- Anthemis cotula L., 1753
- Anthemis crassifolia Sessé & Moc., 1894
- Anthemis cretica L., 1753
- Anthemis cuneata Hub.-Mor. & Reese, 1940
- Anthemis cupaniana Tod. ex Nyman, 1879
- Anthemis cyrenaica Coss., 1873

## D
- Anthemis davisii Yavin, 1972
- Anthemis deserticola Krasch. & Popov, 1933
- Anthemis dicksoniae Ghafoor, 1997
- Anthemis didymaea Mouterde, 1973

## E
- Anthemis edumea Eig, 1938
- Anthemis emasensis Eig, 1938

## F
- Anthemis filicaulis (Boiss. & Heldr.) Greuter, 1968
- Anthemis fimbriata Boiss., 1875
- Anthemis freitagii Iranshahr, 1981
- Anthemis fruticulosa M.Bieb., 1798
- Anthemis fumariifolia Boiss., 1875
- Anthemis fungosa Boiss. & Hausskn., 1875

## G
- Anthemis gayana Boiss., 1875
- Anthemis gharbensis Oberpr., 1994

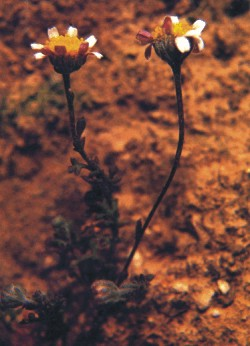
Anthemis glaberrima

- Anthemis gilanica Bornm. & Gauba, 1937
- Anthemis gillettii Iranshahr, 1981
- Anthemis glaberrima (Rech.f.) Greuter, 1968
- Anthemis glareosa E.A.Durand & Barratte, 1910
- Anthemis gracilis Iranshahr, 1982
- Anthemis grandiflora Ramat., 1792

## H
- Anthemis hamrinensis Iranshahr, 1981
- Anthemis handel-mazzettii Eig, 1938
- Anthemis haussknechtii Boiss. & Reut., 1875
- Anthemis hebronica Boiss. & Kotschy, 1856
- Anthemis hemistephana Boiss., 1875
- Anthemis hermonis Eig, 1938
- Anthemis hirtella C.Winkl., 1889
- Anthemis homalolepis Eig, 1938
- Anthemis homogamos (Maire) Humphries
- Anthemis hyalina DC., 1838
- Anthemis hydruntina H. Groves, 1886

## I

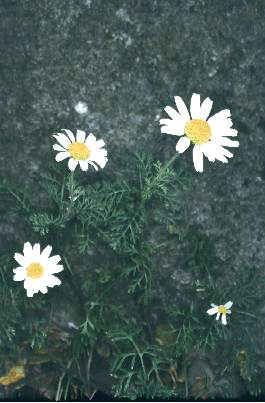
Anthemis ismelia

- Anthemis indurata Delile
- Anthemis iranica Parsa, 1980
- Anthemis ismelia Lojac., 1903

## K
- Anthemis kandaharica Iranshahr, 1981
- Anthemis karacae Güner, 2001
- Anthemis kermanica Parsa, 1980
- Anthemis kitaibelii Spreng., 1826
- Anthemis kotschyana Boiss., 1856
- Anthemis kruegeriana  Pamp., 1928

## L
- Anthemis laconica  Franzén, 1986
- Anthemis leptophylla  Eig, 1938
- Anthemis leucanthemifolia  Boiss. & Blanche, 1956
- Anthemis leucolepis  Eig, 1938
- Anthemis linczevskyi Fed., 1961
- Anthemis lithuanica  (DC.) Besser ex Trautv., 1838
- Anthemis lorestanica  Iranshahr, 1982

## M

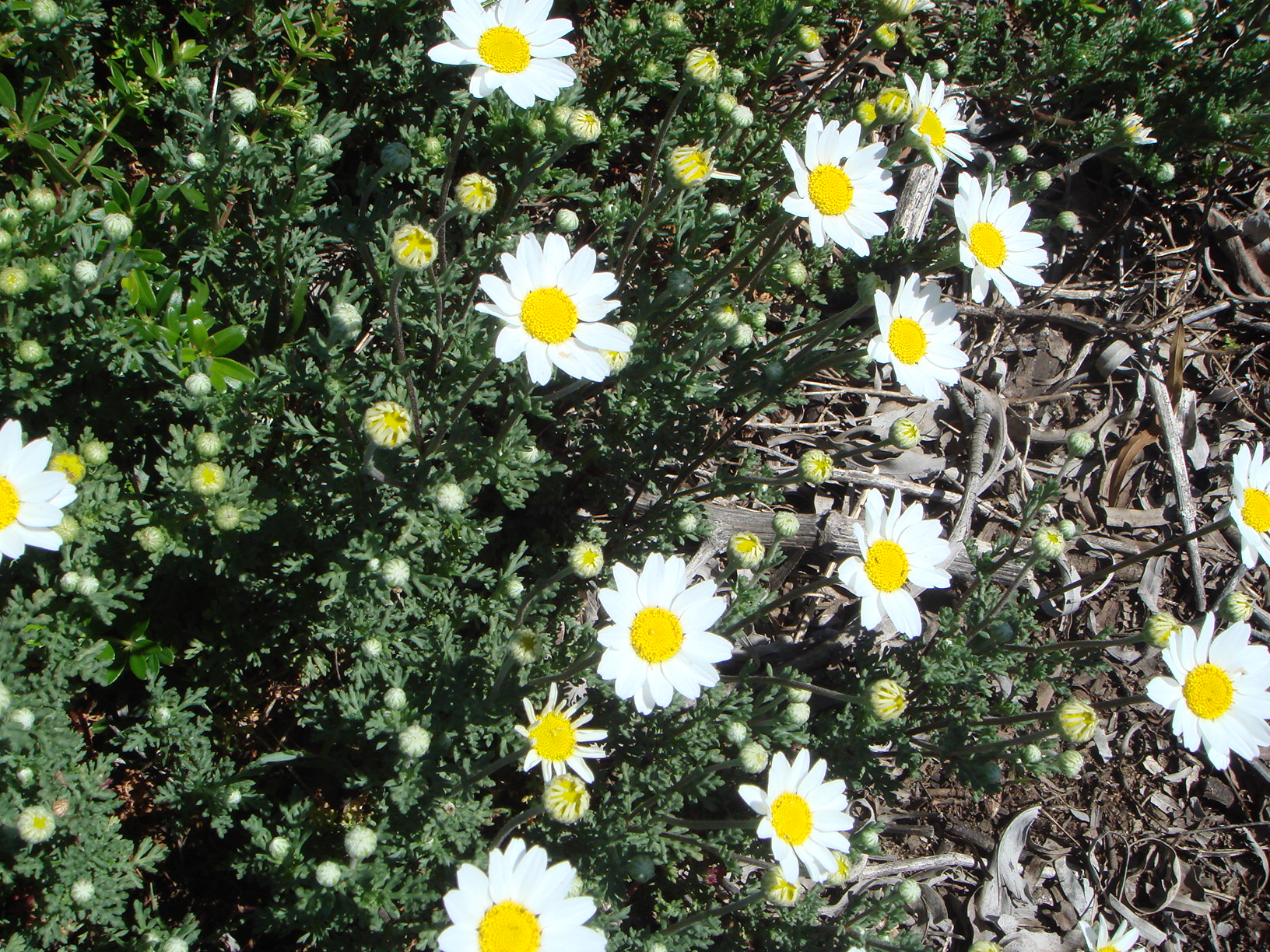
Anthemis maritima

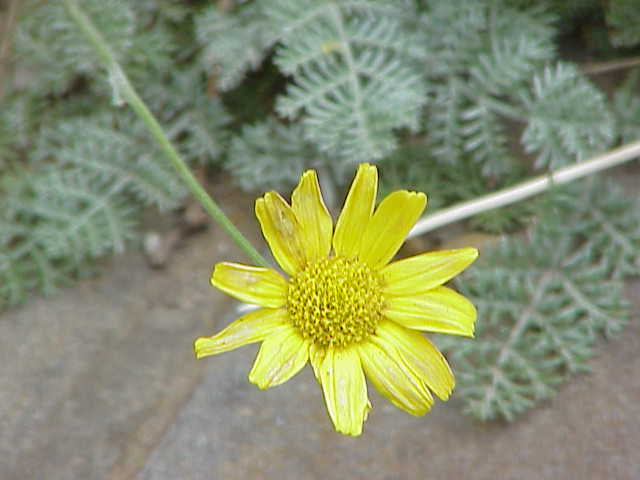
Anthemis marschalliana

- Anthemis macedonica  Boiss. & Orph., 1859
- Anthemis macrotis  (Rech.f.) Oberpr. & Vogt, 2006
- Anthemis maris-mortui  Eig, 1938
- Anthemis maritima  L., 1753
- Anthemis maroccana  Batt. & Pit.
- Anthemis marschalliana  Willd., 1803
- Anthemis mauritiana  Maire & Sennen, 1933
- Anthemis mazandaranica  Iranshahr, 1982
- Anthemis melampodina  Delile
- Anthemis melanacme  Boiss. & Hausskn., 1875
- Anthemis meteorica  Hausskn. ex Nyman, 1889
- Anthemis micrantha  Boiss. & Hausskn., 1875
- Anthemis microcephala  (Schrenk) B.Fedtsch.
- Anthemis microlepis  Eig, 1938
- Anthemis microsperma  Boiss. & Kotschy, 1856
- Anthemis mirheydari  Iranshahr, 1982
- Anthemis moghanica  Iranshahr, 1982
- Anthemis monilicostata  Pomel, 1874
- Anthemis muricata  (DC.) Guss., 1844

## N
- Anthemis nabataea  Eig, 1938

## O
- Anthemis odontostephana  Boiss., 1846
- Anthemis orientalis (L.) Degen, 1890
- Anthemis ovalifolia Ortega

## P
- Anthemis parnassica (Boiss. & Heldr.) R.Fernandes, 1975
- Anthemis parthenioides Benth. ex Hornem., 1815
- Anthemis parthenoides Bernh.
- Anthemis parvifolia Eig, 1938
- Anthemis parviloba
- Anthemis patentissima Eig, 1938
- Anthemis pauciloba Boiss., 1846
- Anthemis pectinata Bory & Chaub., 1842
- Anthemis peduncularis Benth. & Hook.f. ex B.D.Jacks., 1873
- Anthemis pedunculata Desf.
- Anthemis peregrina L., 1759
- Anthemis persepolitana Boiss., 1849
- Anthemis persica Boiss., 1845
- Anthemis pindicola Heldr. ex Halácsy
- Anthemis plebeia Boiss. & Noë, 1875
- Anthemis plutonia Meikle, 1938
- Anthemis pseudocotula Boiss., 1846
- Anthemis pulvinata Brullo, Scelsi & Spamp., 2001
- Anthemis punctata Vahl, 1791
- Anthemis pungens Yavin, 1970

## R
- Anthemis rascheyana Boiss., 1849
- Anthemis retusa Delile
- Anthemis rhodensis Boiss., 1849
- Anthemis rhodocentra Iranshahr, 1982
- Anthemis rigida (Sibth. & Sm.) Boiss. ex Heldr., 1856
- Anthemis rosea Sm.
- Anthemis rumelica (Velen.) Stoj. & Acht., 1937
- Anthemis ruthenica M.Bieb., 1808

## S
- Anthemis sancti-johannis Stoj., Stef. & Turrill, 1926
- Anthemis scariosa Banks & Sol.
- Anthemis scariosa DC., 1838
- Anthemis schizostephana Boiss. & Hausskn., 1875
- Anthemis scopulorum Rech.f., 1936
- Anthemis scrobicularis Yavin, 1972
- Anthemis secundiramea Biv., 1808
- Anthemis sheilae Ghafoor & Al-Turki, 1999
- Anthemis sintenisii Freyn, 1894
- Anthemis sterilis Steven, 1856
- Anthemis stiparum Pomel, 1874
- Anthemis straussii Bornm., 1907
- Anthemis subcinerea (Rouy) Rouy, 1903
- Anthemis susiana Nábělek, 1925

## T

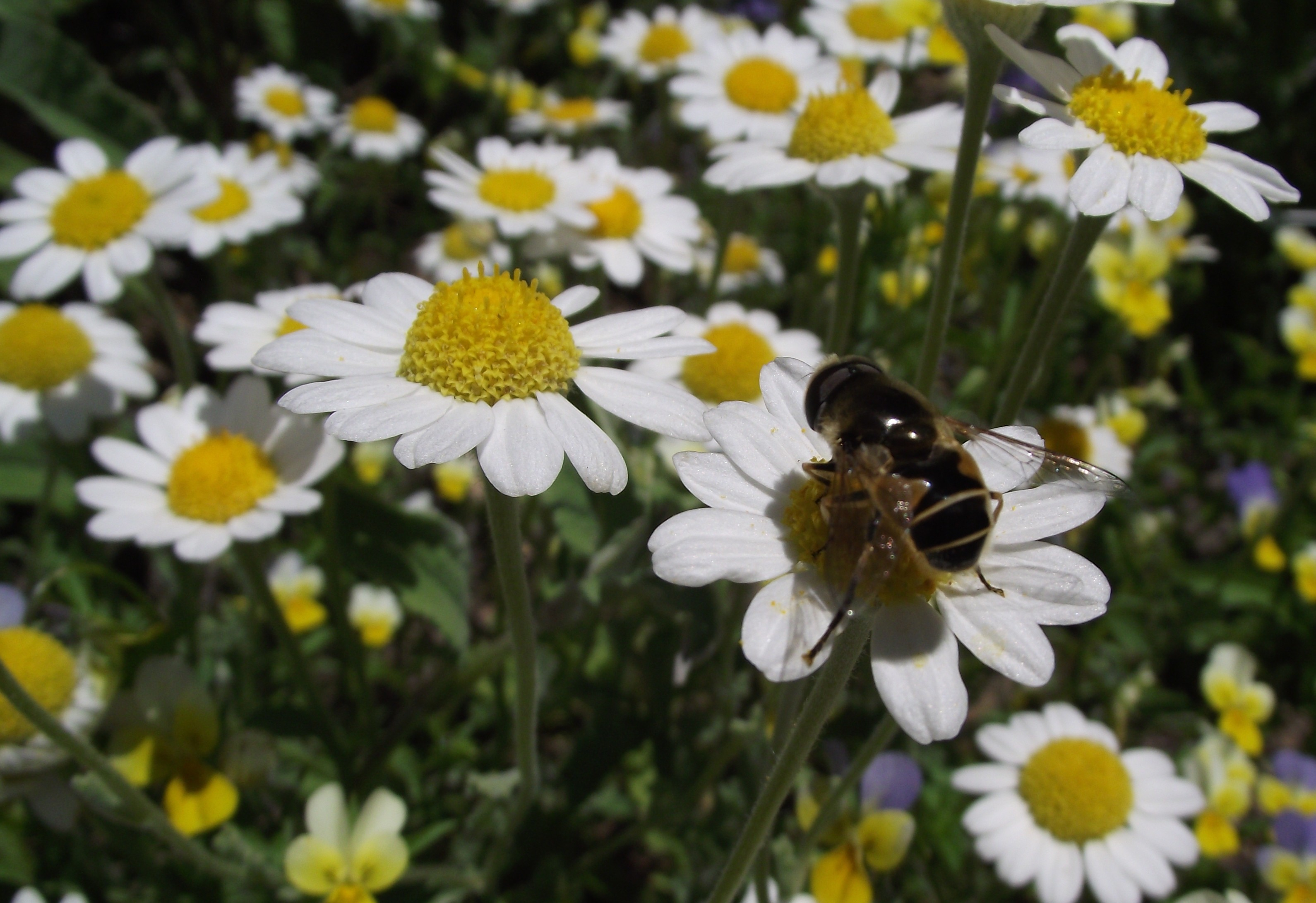
Anthemis tomentosa

- Anthemis taubertii E.A.Durand & Barratte, 1910
- Anthemis tenuicarpa Eig, 1938
- Anthemis tenuisecta Ball, 1873
- Anthemis tigrensis J.Gay ex A.Rich., 1848
- Anthemis tomentella Greuter, 1968
- Anthemis tomentosa Boiss., 1875
- Anthemis tomentosa L., 1753
- Anthemis tranzscheliana Fed., 1961
- Anthemis tricolor Boiss., 1875
- Anthemis tricornis Eig, 1938
- Anthemis trinervia Sessé & Moc.
- Anthemis tripolitana Boiss. & Blanche, 1894
- Anthemis triumfetti (L.) All., 1785
- Anthemis trotzkiana Claus, 1851
- Anthemis tubicina Boiss. & Hausskn., 1875

## U
- Anthemis ubensis Pomel, 1875

## V
- Anthemis variabilis Sessé & Moc., 1894
- Anthemis virescens Velen., 1903

## W
- Anthemis wallii Hub.-Mor. & Reese, 1943
- Anthemis werneri Stoj. & Acht.
- Anthemis wettsteiniana Hand.-Mazz., 1913
- Anthemis wiemanniana

## Z
- Anthemis xylopoda O.Schwarz, 1934

## Y
- Anthemis yemenensis
- Anthemis yemensis Podlech, 1982

## Z
- Anthemis zaianica Oberpr., 1998
- Anthemis zoharyana Eig, 1938

## Alcuni ibridi intergenerici[2]
- ×Anthechrysanthemum Domin (1931) - Ibridi con Chrysanthemum"
- ×Anthemimatricaria P. Fourn. (1928) - Ibridi con  Matricaria
- ×Anthemimatricaria dominii Rohlena - Ibrido tra Athemis cotula e Matricaria recutita
- ×Anthemimatricaria inolens P. Fourn. (1928) - Ibrido tra Anthemis arvensis e Matricaria perforata
- ×Anthemimatricaria maleolens P. Fourn. (1928) - Ibrido tra Anthemis cotula e Matricaria perforata
- Anthemis × adulterina Wallr. ex Hallier & Koch (1895) - Ibrido tra Anthemis arvensis e Cota tinctoria  (L.) J.Gay:

## Sinonimi e binomi obsoleti
A
- Anthemis asperula Bertol.: sinonimo di A. abrotanifolia
- Anthemis australis Willd.: sinonimo di A. arvensis subsp. incrassata

B
- Anthemis bigerrensis Lacaita & Pau: sinonimo di A. alpestris
- Anthemis boissieri Stoj. & Acht.: sinonimo di A.  abrotanifolia
- Anthemis brachycentros J.Gay ex W.D.J.Koch: sinonimo di A. segetalis
- Anthemis brachycentros J.Gay ex W.D.J.Koch var. brachycentros: sinonimo di A. segetalis
- Anthemis byzantina K.Koch: sinonimo di A. tenuiloba

C
- Anthemis callieri Velen. : sinonimo di A. dubia
- Anthemis canescens Brot.: sinonimo di A. triumfetti
- Anthemis carpatica Willd. subsp. carpatica var. sericea Heuff.: sinonimo di A. carpatica subsp. pyrethriformis
- Anthemis chevalieri Sennen: sinonimo di A. arvensis subsp. arvensis
- Anthemis chia L. subsp. visianii (E.Weiss) Nyman : sinonimo di A. chia
- Anthemis chrysocephala Boiss. & Reut.: sinonimo di A. alpestris
- Anthemis clavata Guss.:sinonimo di A. arvensis subsp. incrassata
- Anthemis complanata auct., non (Sibth. & Sm.) Halácsy: sinonimo di A. orientalis
- Anthemis cotiformis Velen. : sinonimo di A. austriaca
- Anthemis cotula L. subsp. psorosperma (Ten.) Arcang.
- Anthemis cretica (L.) Nyman, non L.: sinonimo di A. rigida
- Anthemis cronia Boiss. & Heldr.: sinonimo di A. tenuiloba subsp. cronia
- Anthemis cyllenea Halácsy :sinonimo di A. arvensis subsp. cyllenea

D
- Anthemis discoidea (All.) Willd.: sinonimo di A. triumfetti

F
- Anthemis fruticulosa auct., non M.Bieb. : sinonimo di A. sterilis

G
- Anthemis gaudium-solis Velen. var. sancti-johannis (Turrill) Hayek : sinonim di A. sancti-johannis
- Anthemis georgieviana Davidov : sinonimo di A. virescens
- Anthemis gemmelarii Tineo:sinonimo di A. arvensis subsp. incrassata
- Anthemis grandiflora Host: sinonimo di A. carpatica subsp. pyrethriformis
- Anthemis granatensis Boiss.: sinonimo di A. arvensis subsp. arvensis
- Anthemis graveolens Boiss. var. rumelica Velen.: sinonimo di A. rumelica
- Anthemis guadiellae Caball : sinonimo di A. tuberculata
- Anthemis guicciardii Heldr. & Sart.: sinonimo di A. tomentosa subsp. tomentosa

H
- Anthemis halacsyana Formánek: sinonimo di A. orbelica
- Anthemis heracleotica (Boiss. & Heldr.) Stoj. & Acht.: sinonimo di A. tomentosa subsp. heracleotica

I
- Anthemis incrassata Loisel: sinonimo di A. arvensis subsp. incrassata
- Anthemis intermedia Guss.: sinonimo di A. secundiramea subsp. intermedia

J
- Anthemis jimenesii Pau : sinonimo di A. chrysantha

L
- Anthemis lopadusana Lojac. : sinonimo di A. secundiramea subsp. secundiramea

M
- Anthemis maritima L. subsp. drepanensis (A.Huet) Nyman, nom. nud.
- Anthemis melampodina auct., non Delile: sinonimo di A. tomentosa subsp. tomentosa
- Anthemis melampodina Auct., non Delile: sinonimo di A. auriculata
- Anthemis metallorum Heldr.: sinonimo di A. auriculata
- Anthemis micheliana Guss.: sinonimo di A. cretica subsp. alpina
- Anthemis montana L.: sinonimo di A. cretica subsp. cretica
- Anthemis montana L. subsp. calabrica Arcang. : sinonimo di A. cretica subsp. calabrica
- Anthemis montana L. subsp. carpatica (Willd.) Rouy: sinonimo di A. carpatica subsp. carpatica
- Anthemis montana L. subsp. columnae (Ten.) Arcang.: sinonimo di A. cretica subsp. cretica
- Anthemis montana L. subsp. cupaniana (Tod. ex Nyman) Arcang.: sinonimo di A. punctata subsp. cupaniana
- Anthemis montana L. subsp. linnaeana (Gren. & Godr.) Arcang.: sinonimo di A. gerardiana
- Anthemis montana L. subsp. montana: sinonimo di A. cretica subsp. cretica
- Anthemis montana L. subsp. spruneri (Boiss. & Heldr.) Nyman: sinonimo di A. spruneri
- Anthemis montana L. subsp. saxatilis (DC.) Rouy: sinonimo di A. cretica subsp. saxatilis
- Anthemis montana L. subsp. tenuiloba (DC.) Nyman: sinonimo di A. tenuiloba subsp. tenuiloba
- Anthemis muenterana Heldr. ex Boiss.: sinonimo di A. tomentosa subsp. tomentosa

N
- Anthemis neilreichii J.Ortmann : sinonimo di A. ruthenica

O
- Anthemis orientalis (L.) Degen subsp. carpatica (Willd.) Hayek: sinonimo di A. carpatica subsp. carpatica
- Anthemis orientalis (L.) Degen subsp. cronia (Boiss. & Heldr.) Hayek: sinonimo di A. tenuiloba subsp. cronia
- Anthemis orientalis (L.) Degen subsp. montana Hayek: sinonimo di A. cretica subsp. cretica
- Anthemis orientalis (L.) Degen subsp. orientalis var. pentelica (Boiss.) Hayek: sinonimo di A. tenuiloba subsp. cronia
- Anthemis orientalis (L.) Degen subsp. orientalis var. spruneri (Boiss. & Heldr.) Hayek: sinonimo di A. spruneri
- Anthemis orientalis (L.) Degen subsp. orientalis var. tenuiloba (DC.) Hayek: sinonimo di A. tenuiloba subsp. tenuiloba
- Anthemis orientalis (L.) Degen subsp. samothracica (Stoj. & Acht.) Stoj. & Acht.: sinonimo di A. tenuiloba
- Anthemis orientalis (L.) Degen subsp. sibthorpii (Griseb.) Hayek : sinonimo di A. sibthorpii
- Anthemis orientalis (L.) Degen subsp. thracica (Griseb.) Stoj. & Acht.: sinonimo di A. carpatica subsp. carpatica
- Anthemis orientalis (L.) Degen subsp. tenuiloba (DC.) Stoj. & Acht.: sinonimo di A. carpatica subsp. carpatica

P
- Anthemis pentelica (Boiss.) Heldr.: sinonimo di A. tenuiloba subsp. cronia
- Anthemis peregrina L. var. heracleotica Boiss. & Heldr.: sinonimo di A. tomentosa subsp. heracleotica
- Anthemis petraea Ten. : sinonimo di A. carpatica subsp. petraea
- Anthemis pseudocota Vis.: sinonimo di A. segetalis
- Anthemis pusilla Greuter: sinonimo di A. rigida
- Anthemis pyrenaica Miégev.: sinonimo di A. triumfetti
- Anthemis pyrethriformis Schur: sinonimo di A. carpatica subsp. pyrethriformis

R
- Anthemis rigescens auct., non Willd.: sinonimo di A. dumetorum
- Anthemis rigida (Sibth. & Sm.) Boiss. & Heldr. subsp. linguliflora (Halácsy) Greuter: sinonimo di A. rigida
- Anthemis rigida (Sibth. & Sm.) Boiss. & Heldr. subsp. amanthiformis (Greuter & Rech.f.) Greuter: sinonimo di A. rigida
- Anthemis riloensis  Velen.: sinonimo di A. orbelica
- Anthemis rouyana Azn.: sinonimo di A. orientalis
- Anthemis ruthenica M. bieb. subsp. requienii (Sch.Bip.) Nyman:sinonimo di A. arvensis subsp. incrassata

S
- Anthemis sallei Sennen & Elias: sinonimo di A. arvensis subsp. arvensis
- Anthemis saxatilis DC.: sinonimo di A. cretica subsp. saxatilis
- Anthemis secundiramea Biv. subsp. secundiramea var. urvilleana DC. : sinonimo di A. secundiramea subsp. urvilleana
- Anthemis sismondaeana Clementi: sinonimo di A. auriculata
- Anthemis sphacelata C. Presl: sinonimo di A. arvensis subsp. sphacelata
- Anthemis subtinctoria Dobrocz. : sinonimo di A. tinctoria subsp. subtinctoria

T
- Anthemis taygetea Boiss. & Heldr.: sinonimo di A. orientalis
- Anthemis tenuiloba (DC.) R.Fern. subsp. tenuiloba var. rumelica (Velen.) Stoj. & Acht.: sinonimo di A. rumelica
- Anthemis thracica (Griseb.) Stoj. & Acht. var. stribrnyi (Velen.) Stoj. & Acht.: sinonimo di A. stribrnyi
- Anthemis tinctoria L. subsp. discoidea (All.) Arcang.: sinonimo di A. triumfetti
- Anthemis tinctoria L. subsp. parnassica (Boiss. & Heldr.) Nyman: sinonimo di A. parnassica
- Anthemis tinctoria L. subsp. tinctoria var. fussii Griseb : sinonimo di A. tinctoria subsp. fussii
- Anthemis tinctoria L. subsp. tinctoria var. parnassica (Boiss. & Heldr.) Boiss.: sinonimo di A. parnassica
- Anthemis tinctoria L. subsp. tinctoria var. pallida DC.: sinonimo di A. parnassica
- Anthemis tomentosa L. subsp. peregrina (L.) Hayek: sinonimo di A. tomentosa subsp. tomentosa
- Anthemis triumfetti (L.) DC. subsp. pyrenaica (Sch.Bip.) Nyman: sinonimo di A. triumfetti
- Anthemis triumfetti (L.) DC. subsp. triumfetti var. rigescens sensu Hayek, non (Willd.) Fiori : sinonimo di A. macrantha
- Anthemis turolensis Pau ex Caball. : sinonimo di A. tuberculata subsp. turolensis